# Live at Budokan (альбом Dream Theater)
Live at Budokan — четвёртый концертный альбом и четвёртый DVD американской прогрессив-метал-группы Dream Theater, выпущенные на лейбле Atlantic Records.
Концерт был записан в Токио (Япония) в Ниппон Будокане 26 апреля 2004 года. Концертный альбом был выпущен на трёх CD-дисках в виде 18 аудиозаписей (по 6 композиций на каждом диске). Видео-альбом был выпущен на двух DVD. Первый диск содержит видео концерта, второй — дополнительные материалы. Также 18 октября 2011 года видео было выпущено в формате Blu-ray.

## Композиции
В список композиций не вошли треки «The Great Debate», «Under a Glass Moon», «Caught In a Web» c 12-минутным барабанным соло из-за ограниченного времени для одного DVD.
В середине композиции «Beyond This Life» начинается 10-минутная импровизация участников коллектива, которая плавно переходит в завершение инструментальной секции и самой композиции. Композиция «Hollow Years» была исполнена в новой версии, которая содержит расширенное вступление и гитарное соло. В течение всего концерта были исполнены четыре части заглавной композиции альбома «Six Degrees of Inner Turbulence»: «War Inside My Head», «The Test That Stumped Them All», «Goodnight Kiss» и «Solitary Shell».
Вместе с этим на концерте было исполнено инструментальное попурри под названием «Instrumedley», которое состоит из различных частей композиций: «The Dance of Eternity», «Metropolis», «Erotomania», «A Change of Seasons», «Ytse Jam», «Paradigm Shift», «Universal Mind», «Hell’s Kitchen», из которых «Paradigm Shift» и «Universal Mind» — группы Liquid Tension Experiment. Оно ссылается на все предыдущие альбомы коллектива, кроме Train of Thought, так как попурри было составлено ещё в 2002 году.

## Список композиций

### Концертный альбом
Вся музыка написана участниками Dream Theater, за исключением отмеченных.
| №  | Название                         | Текст песни   | Музыка                                             | Длительность |
| -- | -------------------------------- | ------------- | -------------------------------------------------- | ------------ |
| 1. | «As I Am»                        | Джон Петруччи | Петруччи, Джон Маянг, Джордан Рудесс, Майк Портной | 7:25         |
| 2. | «This Dying Soul»                | Майк Портной  | Петруччи, Маянг, Рудесс, Портной                   | 11:44        |
| 3. | «Beyond This Life»               | Петруччи      | Dream Theater                                      | 19:37        |
| 4. | «Hollow Years»                   | Петруччи      | Dream Theater                                      | 9:18         |
| 5. | «War Inside My Head»             | Портной       | Петруччи, Маянг, Рудесс, Портной                   | 2:22         |
| 6. | «The Test That Stumped Them All» | Портной       | Петруччи, Маянг, Рудесс, Портной                   | 5:00         |

| №  | Название                         | Текст песни    | Музыка                           | Длительность |
| -- | -------------------------------- | -------------- | -------------------------------- | ------------ |
| 1. | «Endless Sacrifice»              | Петруччи       | Петруччи, Маянг, Рудесс, Портной | 11:18        |
| 2. | «Instrumedley»                   | (инструментал) | Dream Theater                    | 12:15        |
| 3. | «Trial of Tears»                 | Джон Маянг     | Dream Theater                    | 13:49        |
| 4. | «New Millennium»                 | Портной        | Dream Theater                    | 8:01         |
| 5. | «Keyboard Solo» (Джордан Рудесс) | (инструментал) | Рудесс                           | 3:58         |
| 6. | «Only a Matter of Time»          | Кевин Мур      | Dream Theater                    | 7:21         |

| №  | Название                  | Текст песни    | Музыка                           | Длительность |
| -- | ------------------------- | -------------- | -------------------------------- | ------------ |
| 1. | «Goodnight Kiss»          | Портной        | Петруччи, Маянг, Рудесс, Портной | 6:16         |
| 2. | «Solitary Shell»          | Петруччи       | Петруччи, Маянг, Рудесс, Портной | 5:58         |
| 3. | «Stream of Consciousness» | (инструментал) | Петруччи, Маянг, Рудесс, Портной | 10:54        |
| 4. | «Disappear»               | Джеймс Лабри   | Петруччи, Маянг, Рудесс, Портной | 5:56         |
| 5. | «Pull Me Under»           | Мур            | Dream Theater                    | 8:38         |
| 6. | «In the Name of God»      | Петруччи       | Петруччи, Маянг, Рудесс, Портной | 15:49        |

### DVD
DVD 1 — Полный концерт
1. «As I Am» — 8:34
2. «This Dying Soul» — 12:12
3. «Beyond This Life» — 19:34
4. «Hollow Years» — 9:19
5. «War Inside My Head» — 2:30
6. «The Test That Stumped Them All» — 4:53
7. «Endless Sacrifice» — 11:20
8. «Instrumedley» — 12:09
9. «Trial of Tears» — 13:58
10. «New Millennium» — 7:59
11. «Keyboard solo» — 3:59
12. «Only a Matter of Time» — 7:25
13. «Goodnight Kiss» — 6:14
14. «Solitary Shell» — 5:51
15. «Stream of Consciousness» — 10:55
16. «Disappear» — 5:55
17. «Pull Me Under» — 9:00
18. «In the Name of God» — 17:36
19. Credits — 3:11

DVD 2 — Дополнительные материалы
| №  | Название                                                  | Длительность |
| -- | --------------------------------------------------------- | ------------ |
| 1. | «Riding The Train Of Thought»: Japanese Tour Documentary» | 29:46        |
| 2. | «John Petrucci «Guitar World»                             | 6:27         |
| 3. | «Jordan Rudess «Keyboard World»                           | 6:43         |
| 4. | «Mike Portnoy Drum Solo»                                  | 12:08        |
| 5. | «The Dream Theater Chronicles»: 2004 Tour Opening Video»  | 5:43         |
| 6. | «Instrumedley» Multiangle Bonus»                          | 12:03        |

## Участники записи
- Джеймс Лабри — вокал
- Джон Маянг — бас-гитара, стик Чапмена
- Джон Петруччи — гитара
- Майк Портной — ударные, бэк-вокал
- Джордан Рудесс — клавишные